# 前端和后端
前端（英語：front-end）和后端（英語：back-end）是描述进程开始和结束的通用词汇。前端作用于采集输入信息，后端进行处理。计算机程序的界面样式，视觉呈现属于前端。

## 计算机科学
在软體架构和程序设计领域，前端是软體系统中直接和用户交互的部分，而后端控制着軟體的输出。将软體分为前端和后端是一种将软體不同功能的部分相互分离的抽象。
大部分软體都概念性地分成了前端和后端，但大多数情况下，软體的後端经常是隐藏着而不被用户看到。但是，有些软體仅仅是另一个已经存在的软體的前端，就像一个图形用户界面 (GUI) 构建在字符界面之上。这些前端在Unix GUI中非常普遍，很多程序被分成了很多小项目，使它们能够互不依赖但又能协同在一起工作。（见桌面环境）
可以将与计算机交互过程分为前端和后端，例如：一个图形界面的文件管理器，就像Windows 檔案總管，可以想象成管理文件系统的前端。 在操作系统中，Unix Shell或Windows的cmd.exe可以认为是和操作系统交互的前端。
在编译器中，前端将程序设计语言源代码转换成一种中间形式，后端再将它转换成计算机能够运行的二进制代码。后端还经常对代码进行优化以提升程序的运行效率。前端和后端的区别能够将处理原代码的语法解析器和生成机器码和对代码进行优化的后端区分开。一些编译器，像 GCC，提供不同的前端分别解析不同语言的源代码 和/或 不同的后端针对不同的目标机器生成机器码。
在语音合成中，前端将输入的文字合成为代表音节的符号，后端将这些符号转换成真实的声音。
在网络应用程序中，前端是浏览器中与用户交互的部分，而后端的应用程序服务器负责接收前端输入的数据，经过处理后再输出到前端。